# Hånuten (Mac-Robertson-Land)
Der Hånuten (norwegisch für Haispitze), auch bekannt als Shark Peak, ist ein 1213,1 m hoher und isolierter Nunatak mit zwei Gipfeln, die über eine Bergrücken verbunden sind. Im ostantarktischen Mac-Robertson-Land ragt er 6 km südsüdwestlich des Van-Hulssen-Nunatak in den Framnes Mountains auf.
Norwegische Kartografen, die ihn auch deskriptiv benannten, kartierten ihn anhand von Luftaufnahmen, die bei der Lars-Christensen-Expedition 1936/37 entstanden. Das Antarctic Names Committee of Australia (ANCA) übertrug diese Benennung am 10. August 1966 ins Englische.